# گوپورام

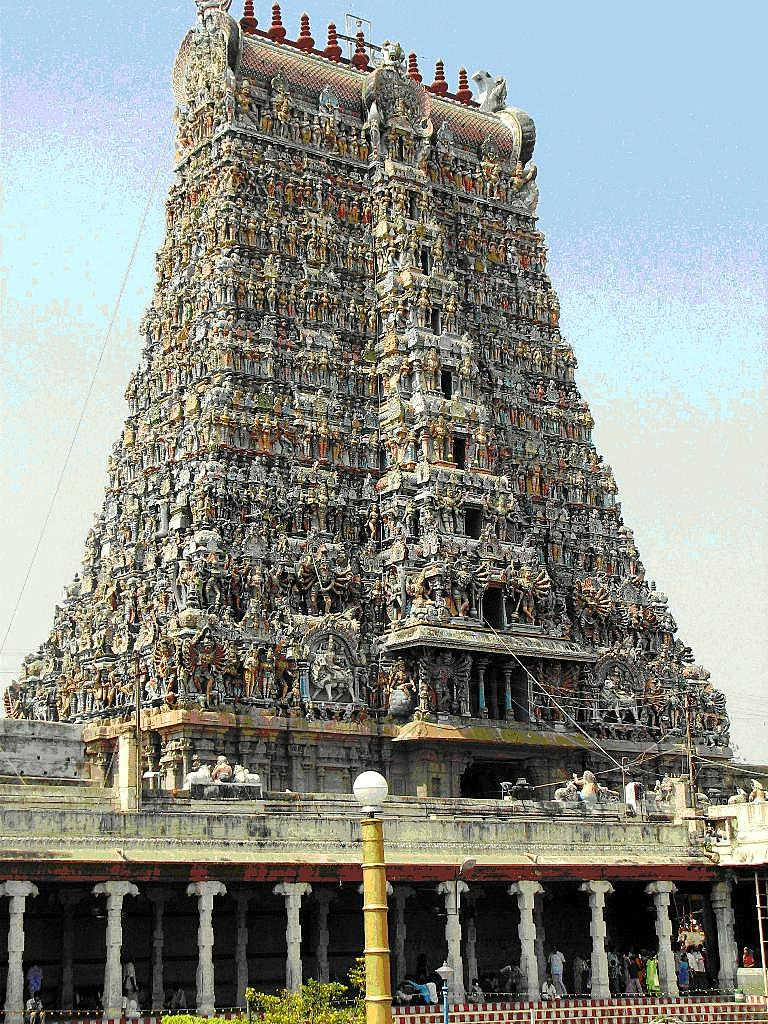
Meenakshiamman معبد برج در مادورای

گوپورا یا گوپورام به برج‌های یادمان بلند و دارای تزئینات در ورودی معابد مختلف به خصوص در جنوب هند گفته می‌شود. این سازه‌ها، بخشی از معماری معابد هندو به سبک دراویدی هستند. عملکرد آنها به عنوان دروازه برای مجتمع‌های معابد است.
ریشه گوپورا به سازه‌های پادشاهان تامیل بر می‌گردد. 

## علت وجود گوپورام برای معابد
با افزایش تهدید ارتش های مهاجم، شهرهای معبدی مصلحت یافتند که مجموعه ای از دیوارهای محافظ برای محافظت و دفاع از معابد، کاخ ها و شهرهای خود برپا کنند. گوپوراهای ساخته شده بر روی دروازه‌هایی که از یک محوطه به محوطه دیگر منتهی می‌شوند، در ابتدا به عنوان برج‌های دیده‌بانی برای دفاع عمل می‌کردند.
در قرن دوازدهم در تحت فرمان حاکمان تامیل، ایجاد گوپورا در دروازه بیرونی هر معبد بودا اجباری شد. در انگکور وات هم چنین مشخصه‌های معماری دیده می‌شود.

## معماری

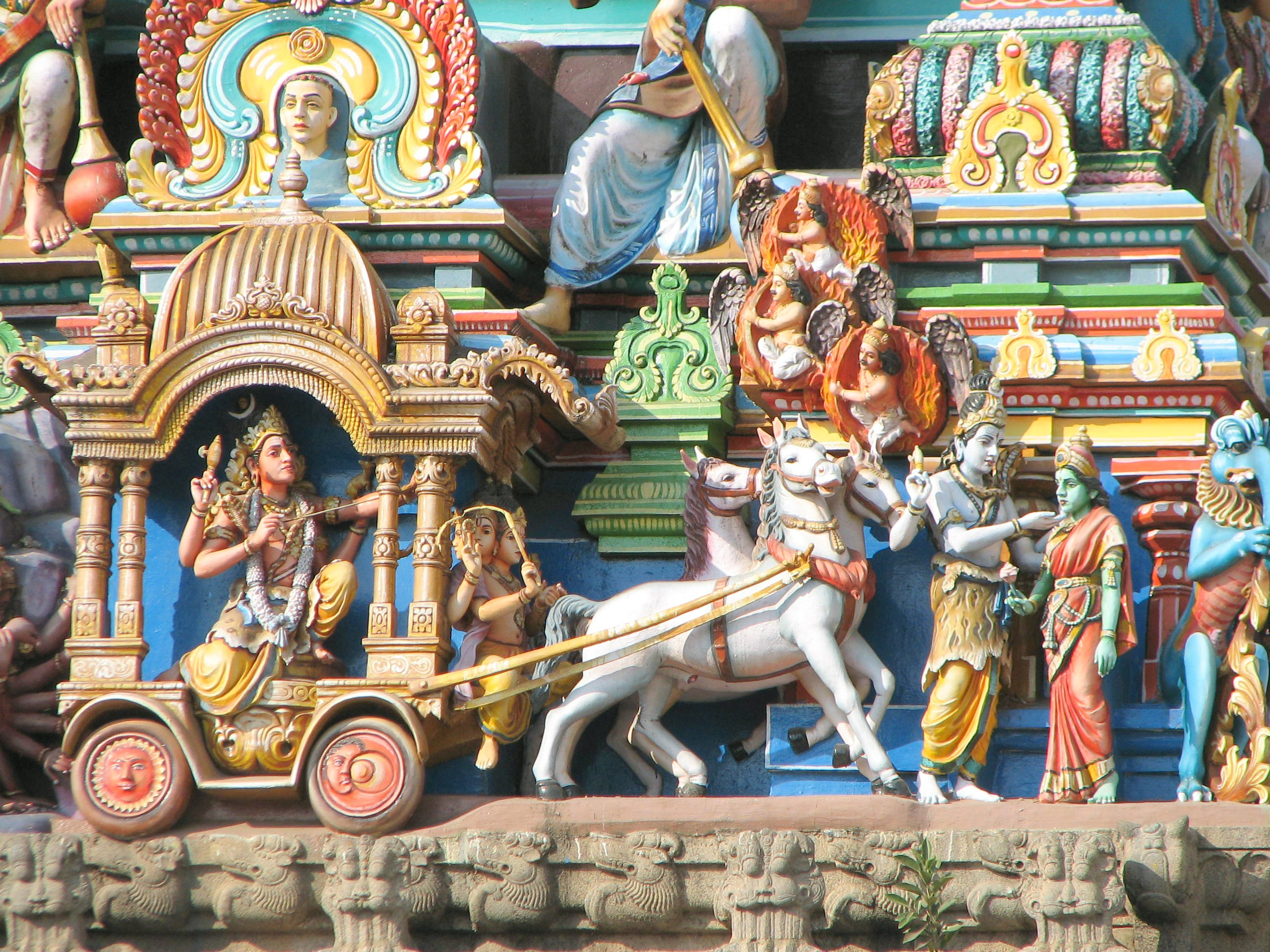
جزئیات یک گوپورام در چنای

یک گوپورام معمولاً مستطیل شکل است با دربهای چوبی و دارای تزئینات فراوان. معمولاً این برج با یک طاق آهنگ یا گلدسته در بالا مزین می‌شود. 

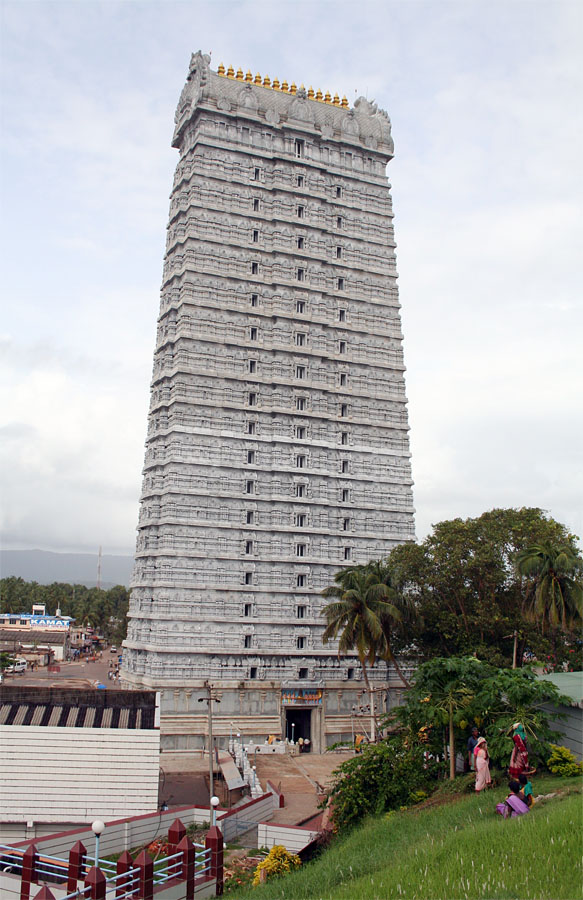
Murudeshwara
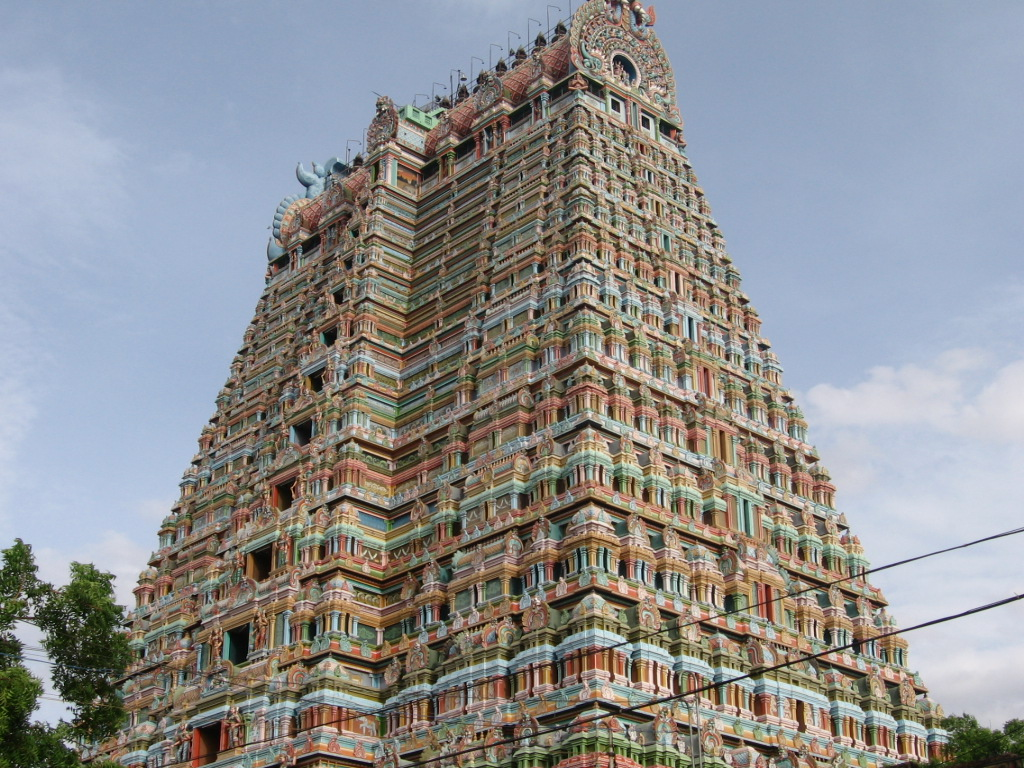
Srirangam
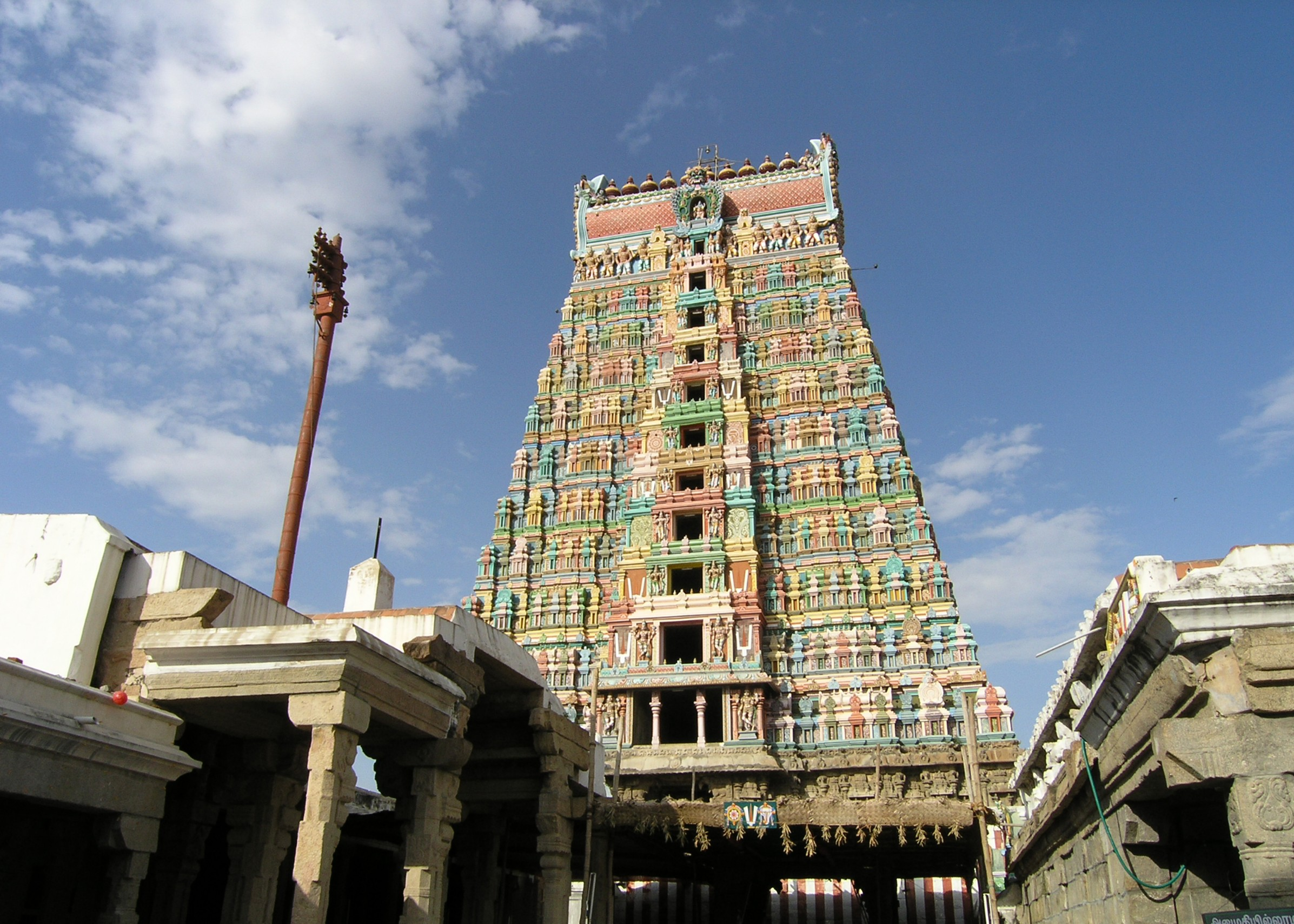
Srivilliputhur
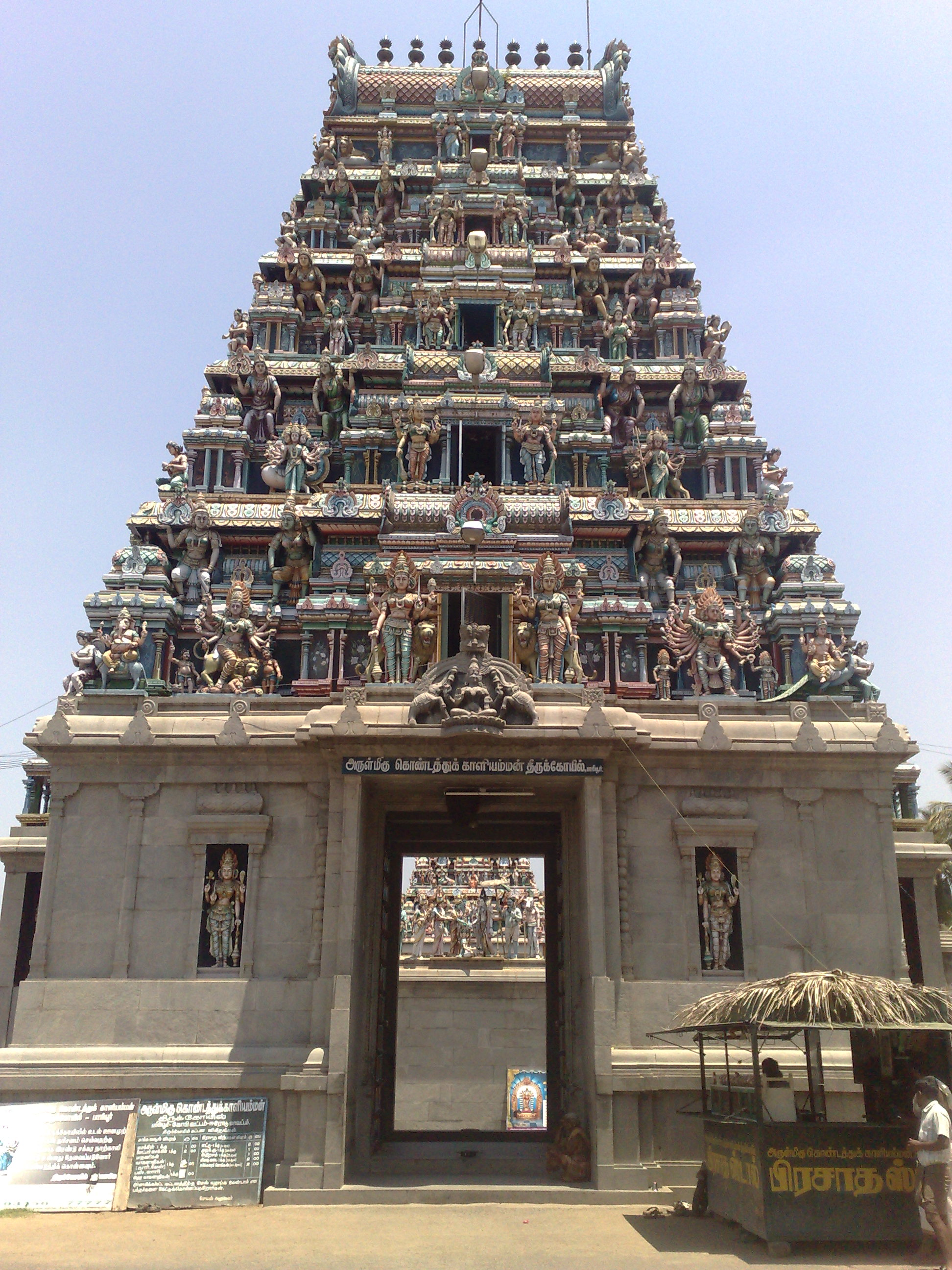
Pariyur
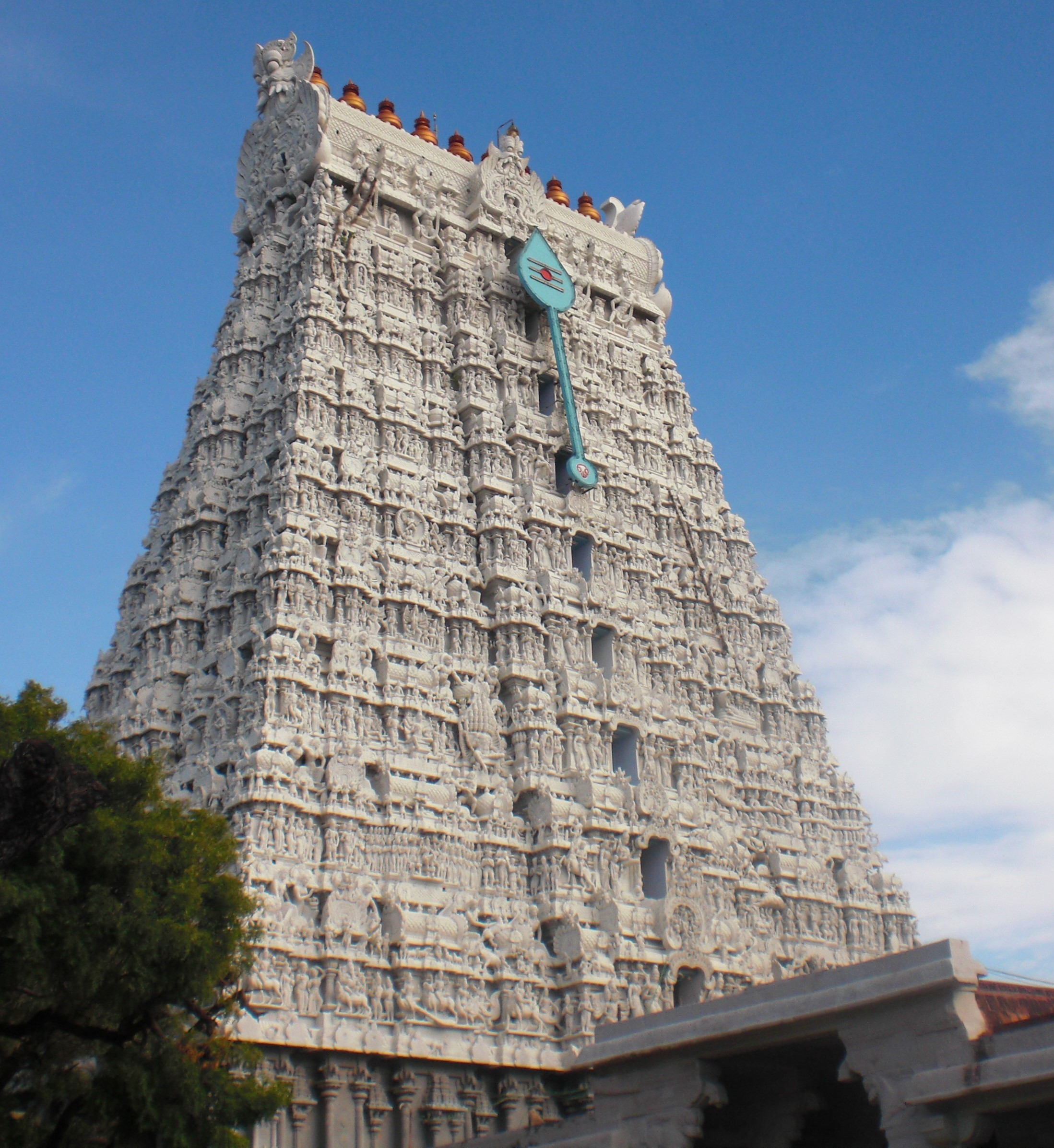
Tiruchendur
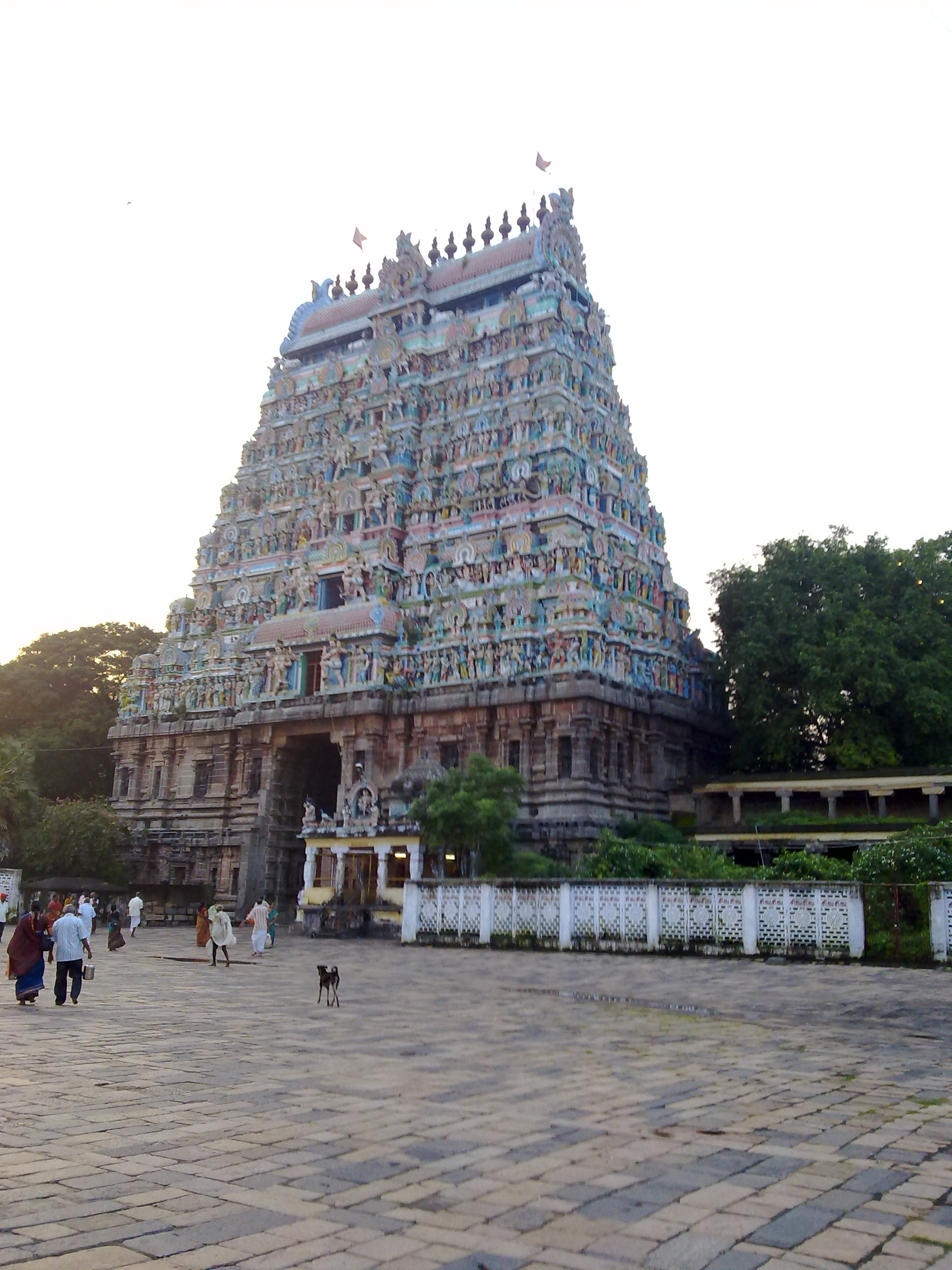
Chidambaram
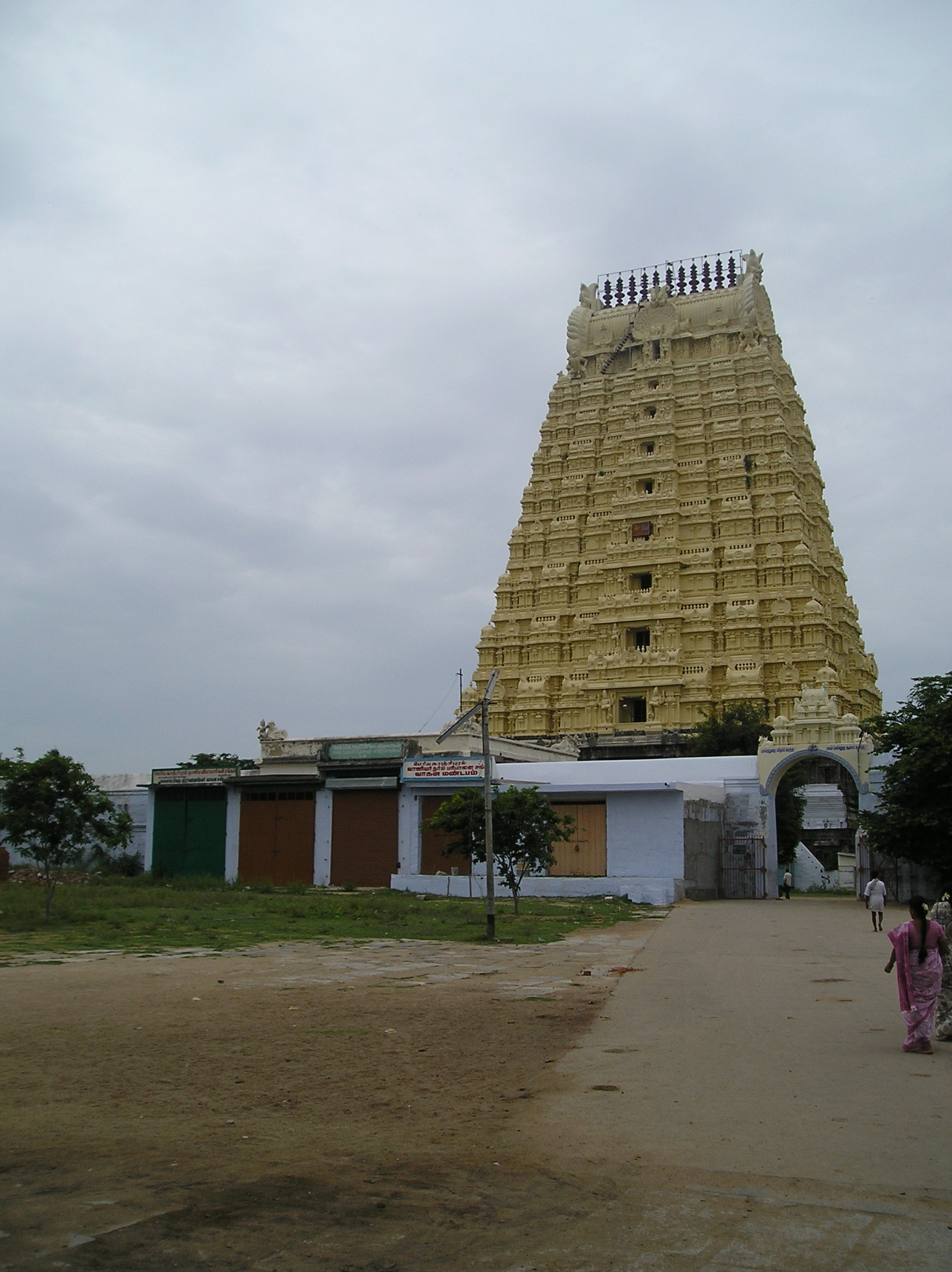
Kancheepuram
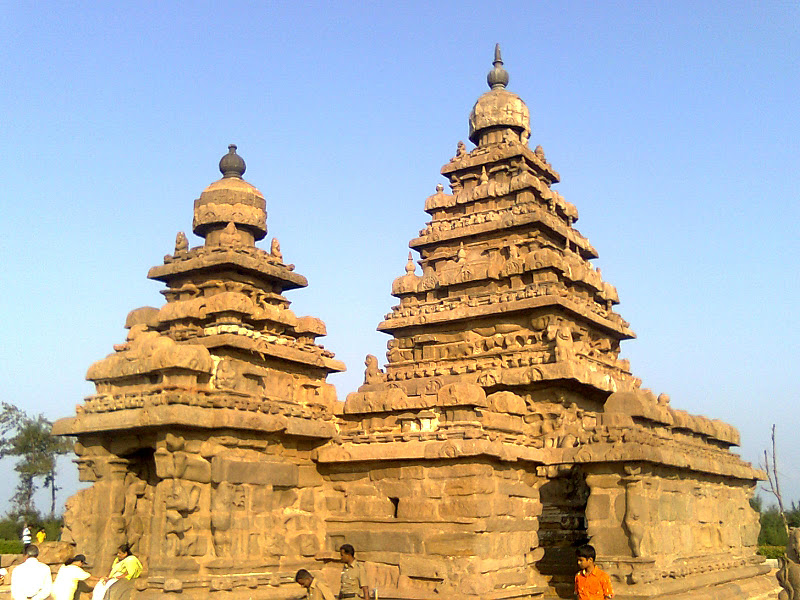
Mamallapuram
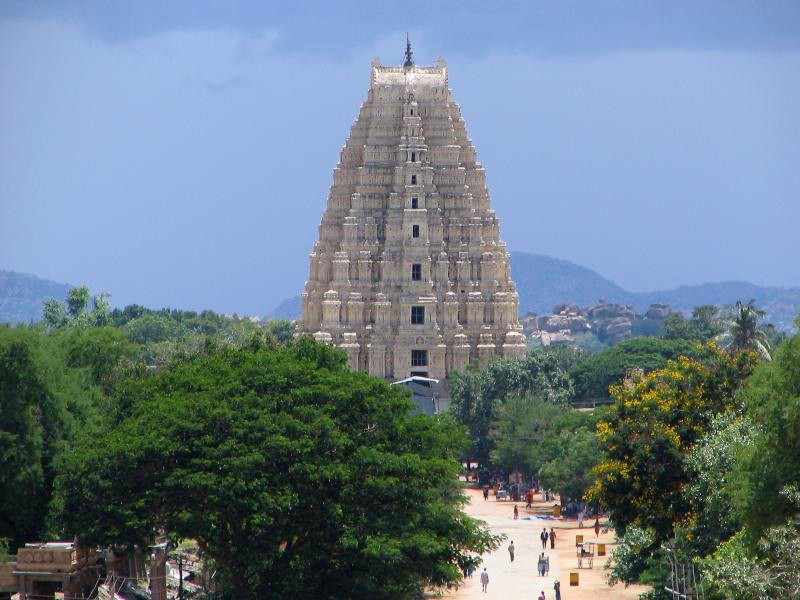
Hampi
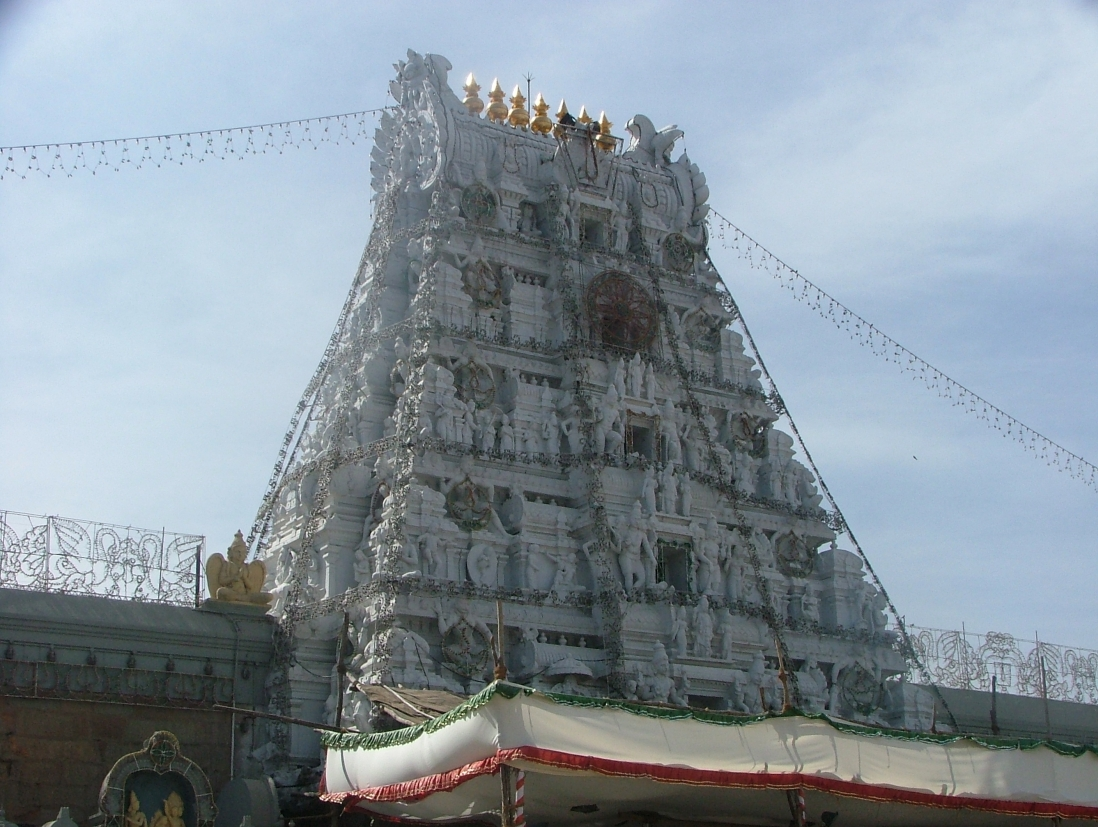
Tirumala
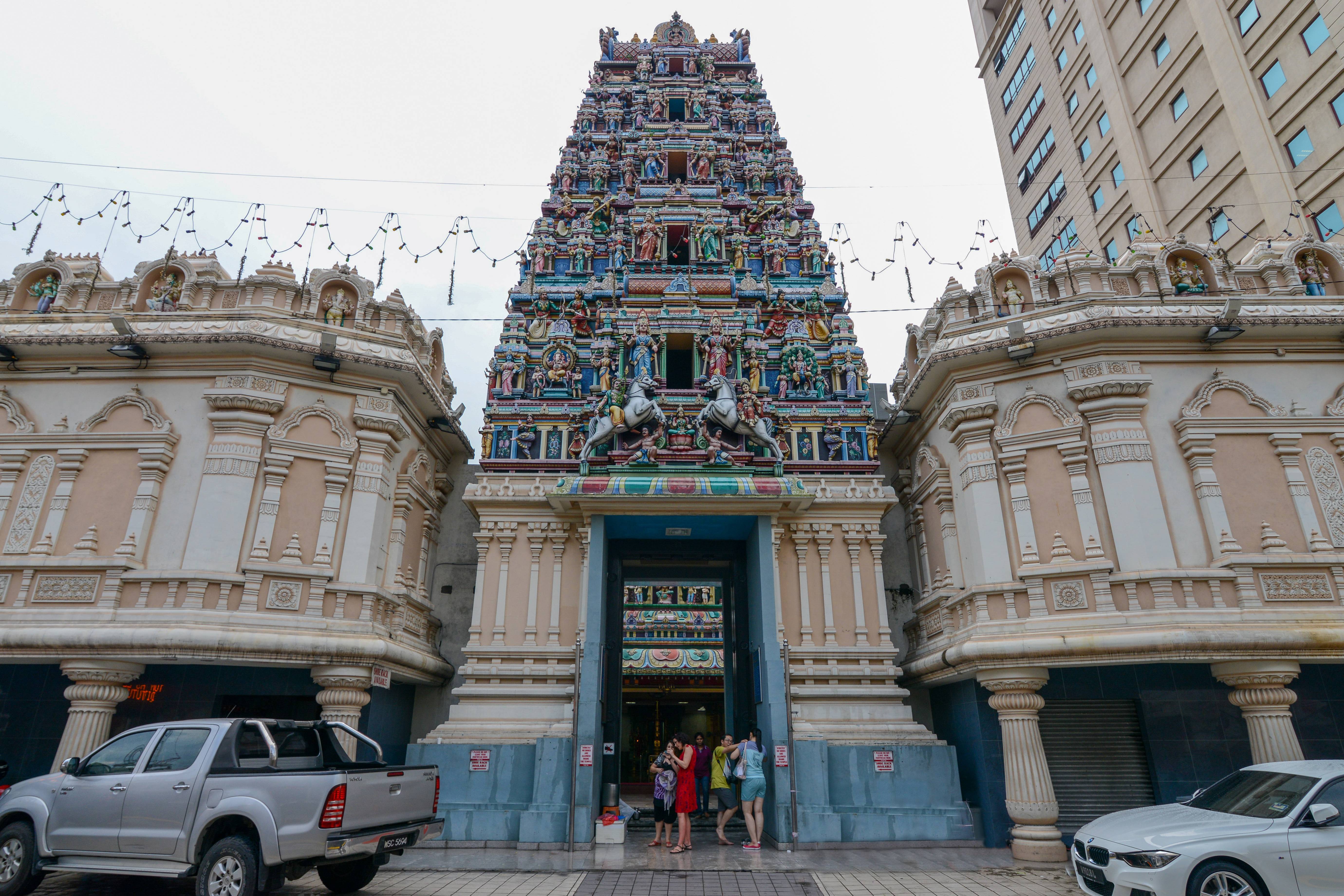
Kuala Lumpur
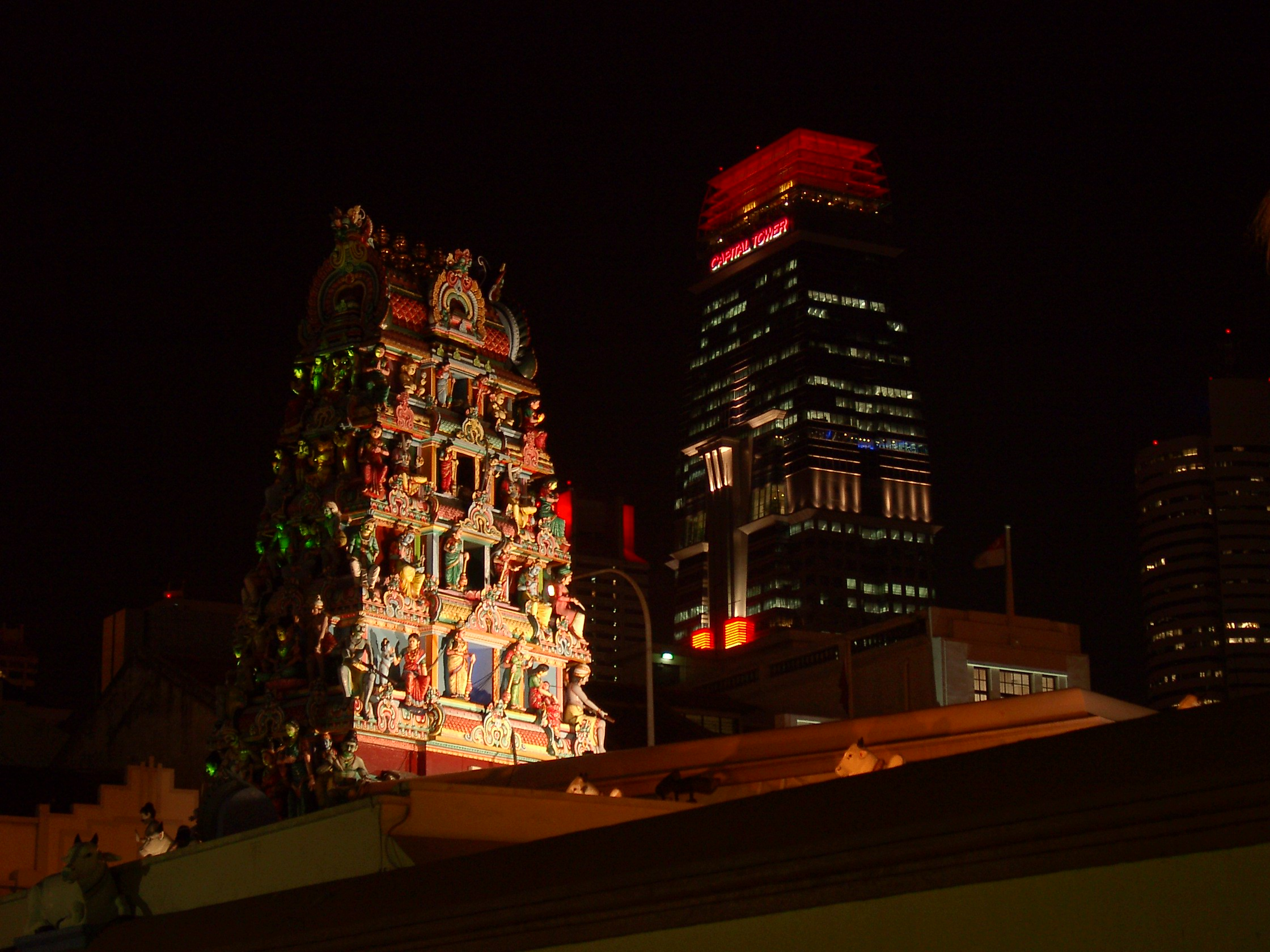
Singapore
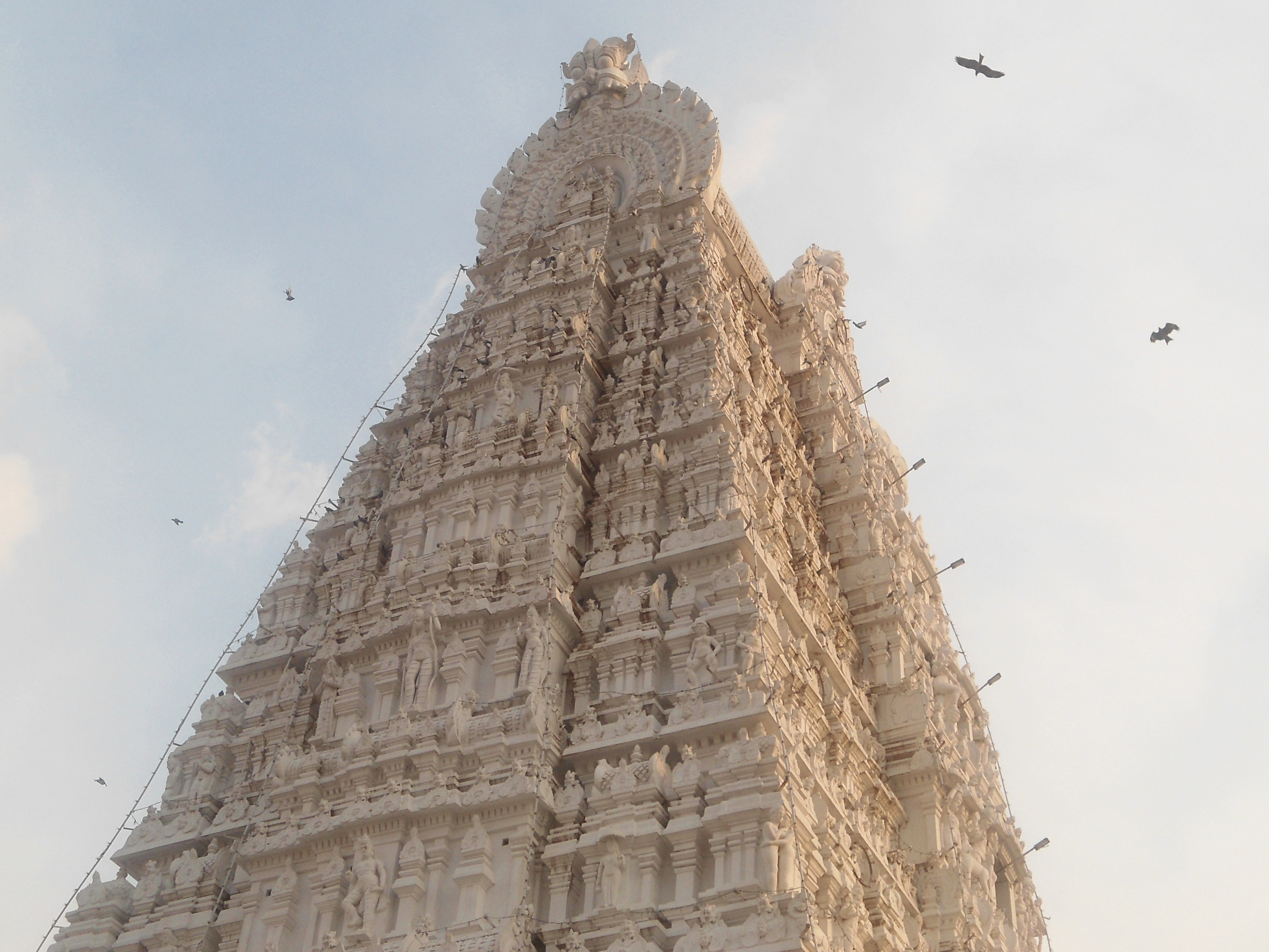
Tirumala
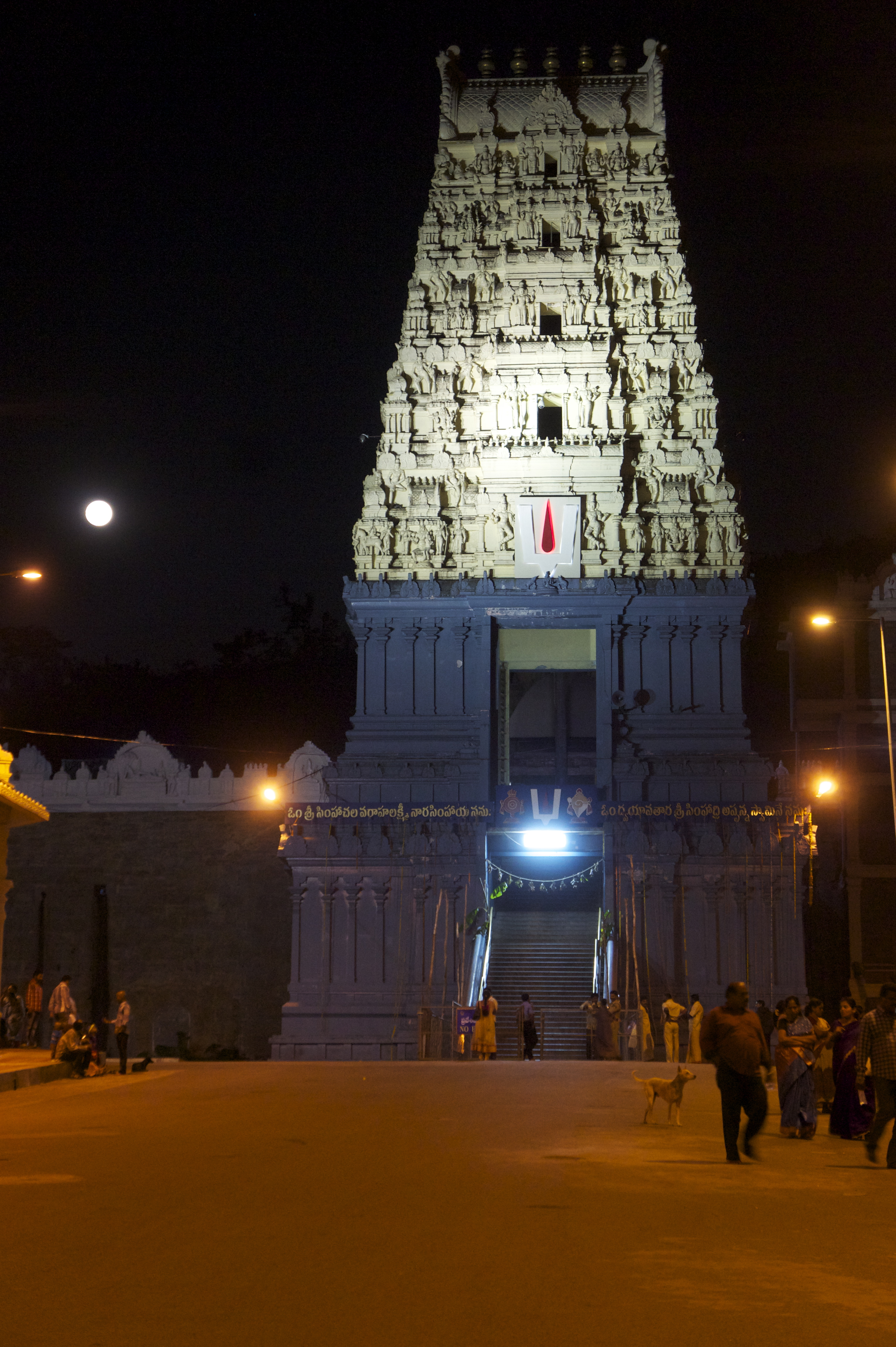
Simhachalam
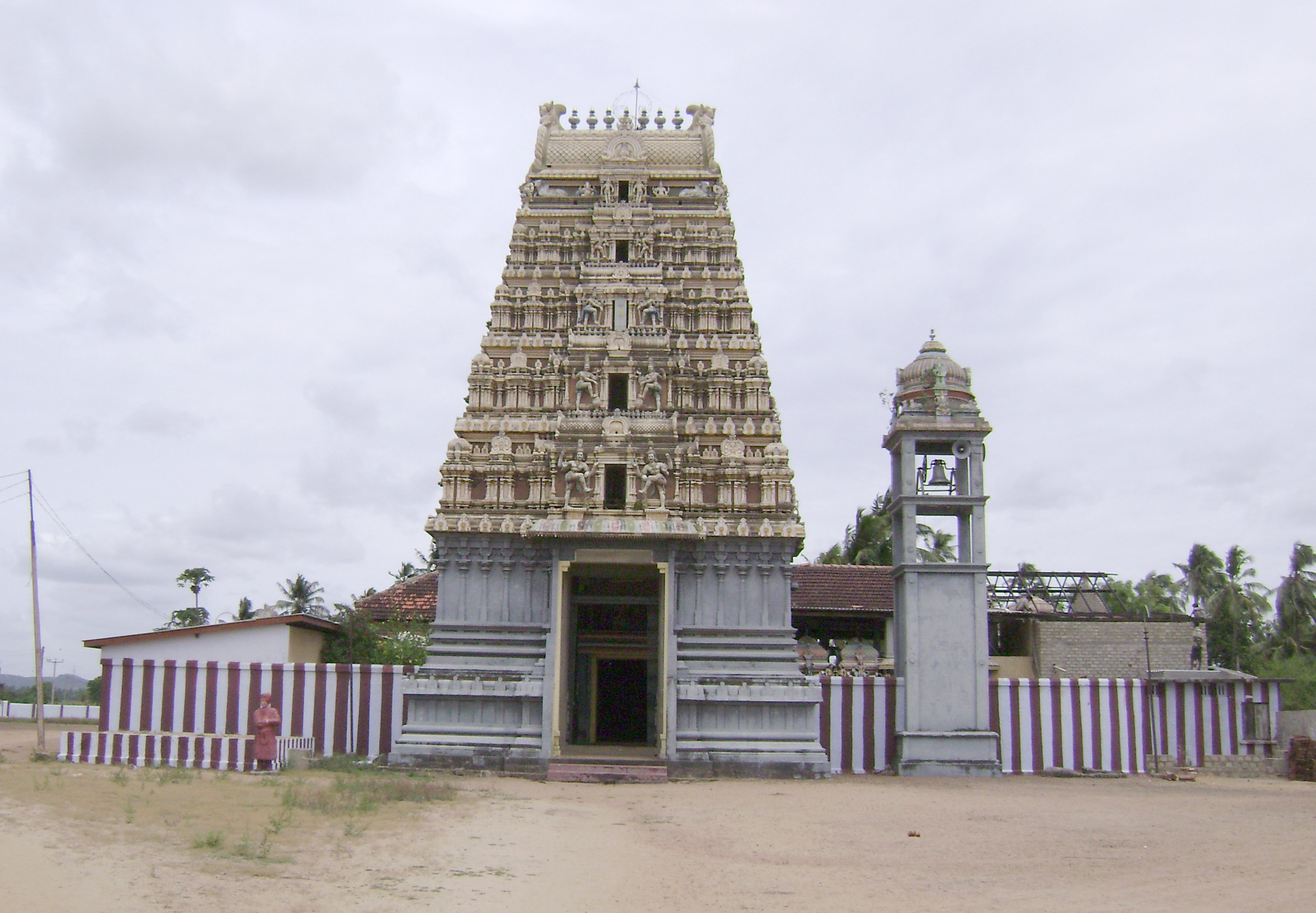
Athi Koneswaram
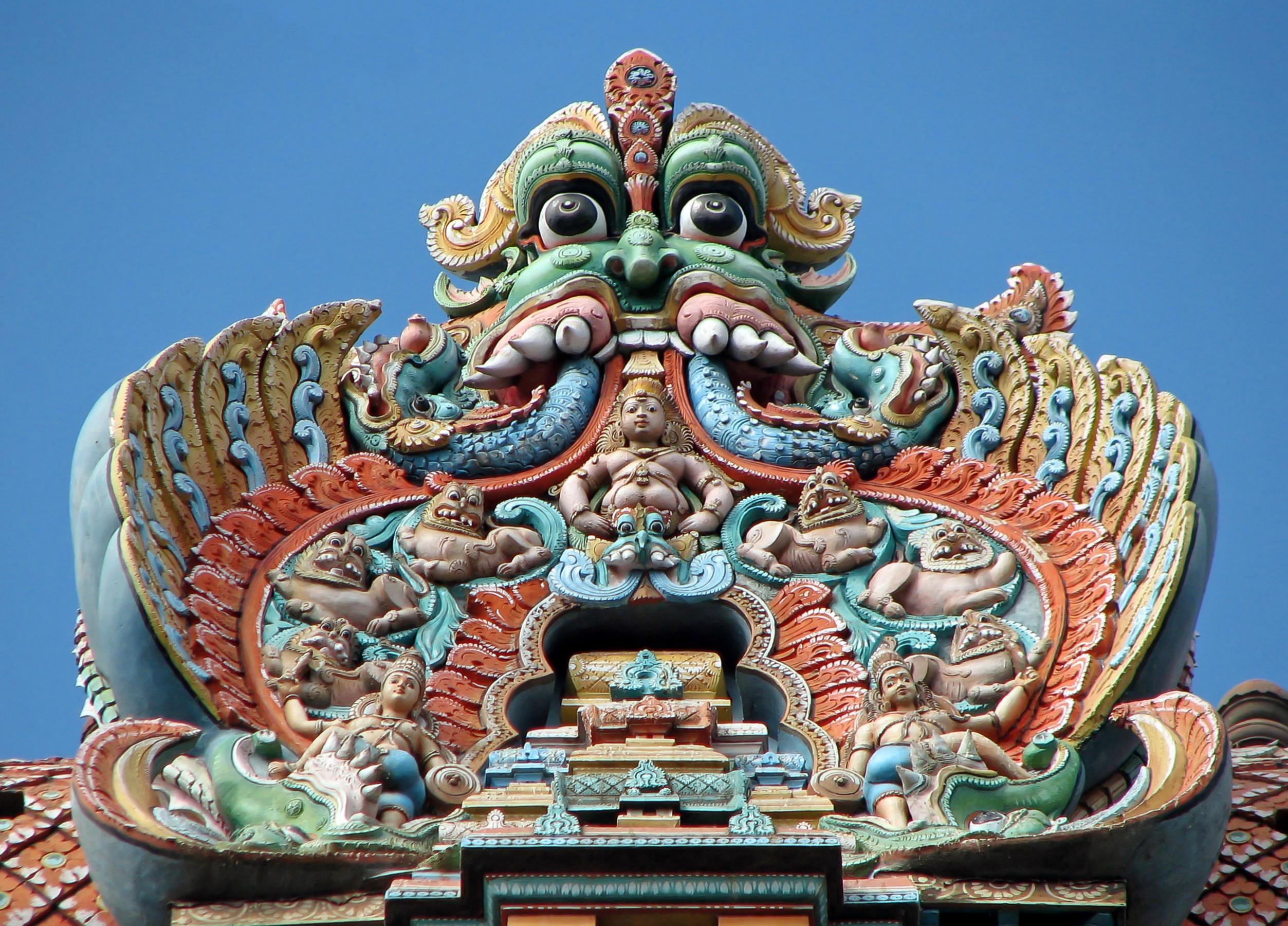
Madurai
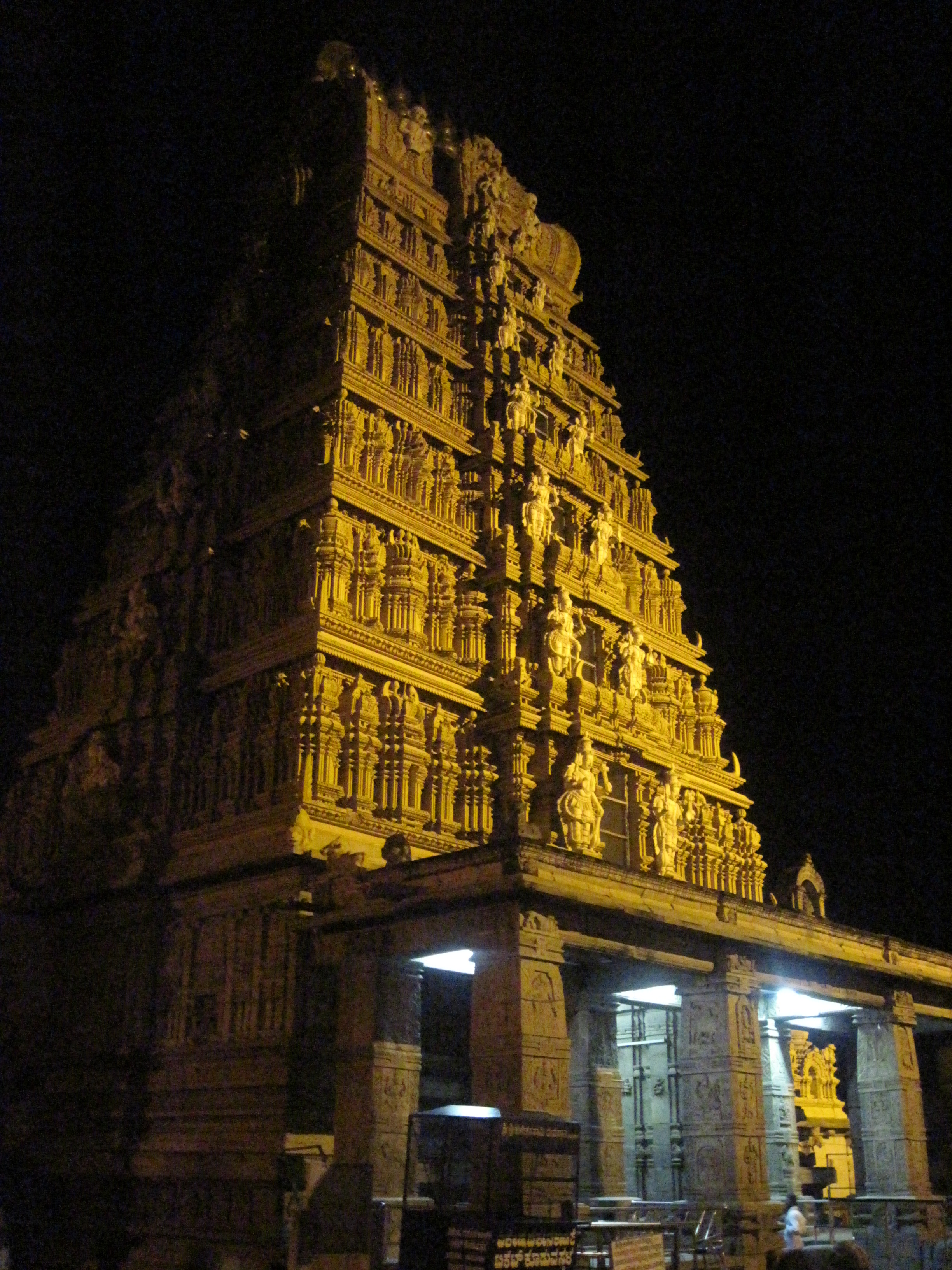
Nanjangud
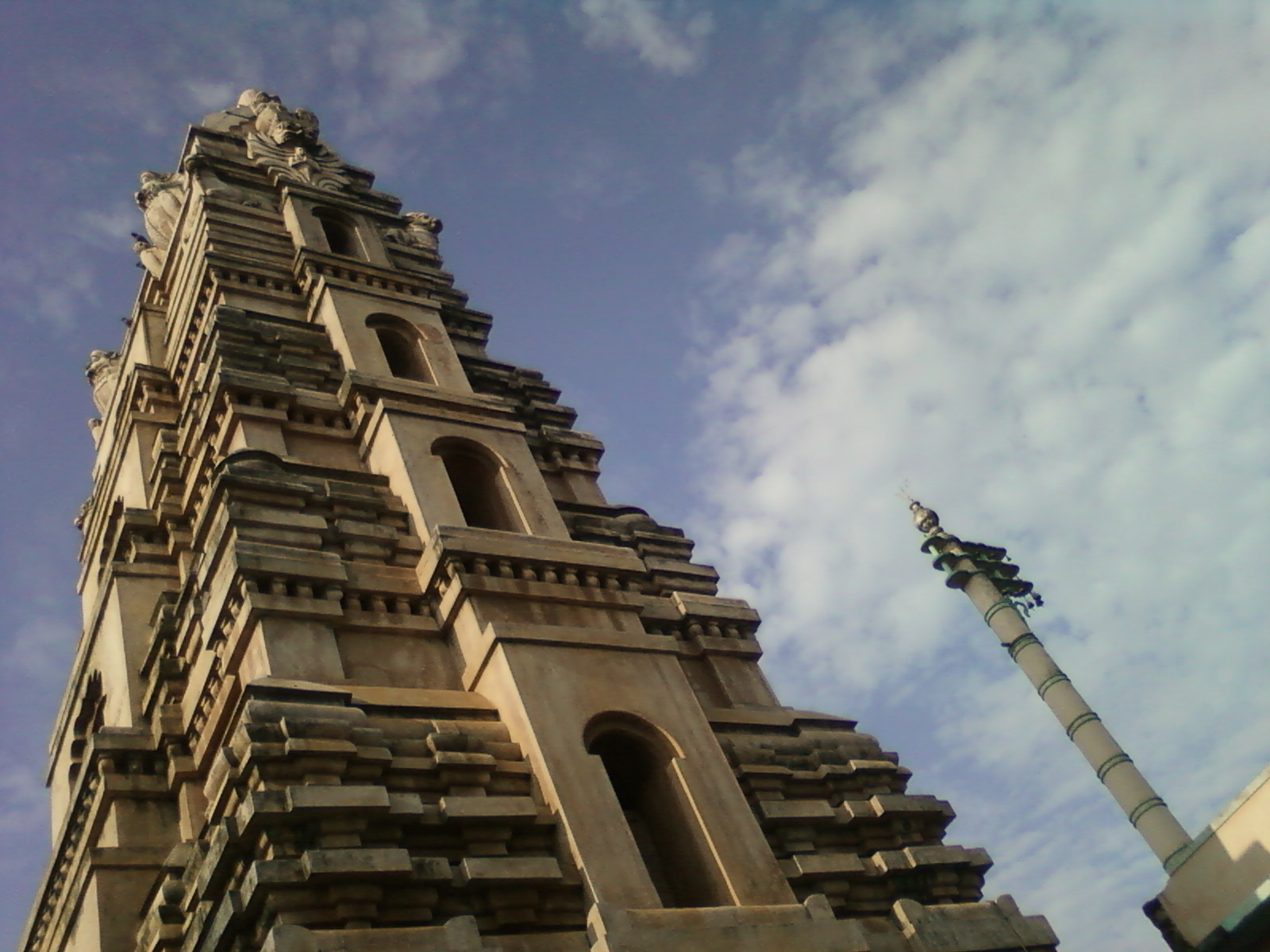
Biccavolu
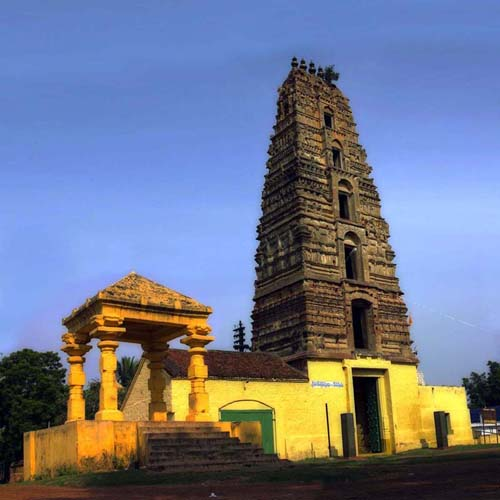
Chebrolu
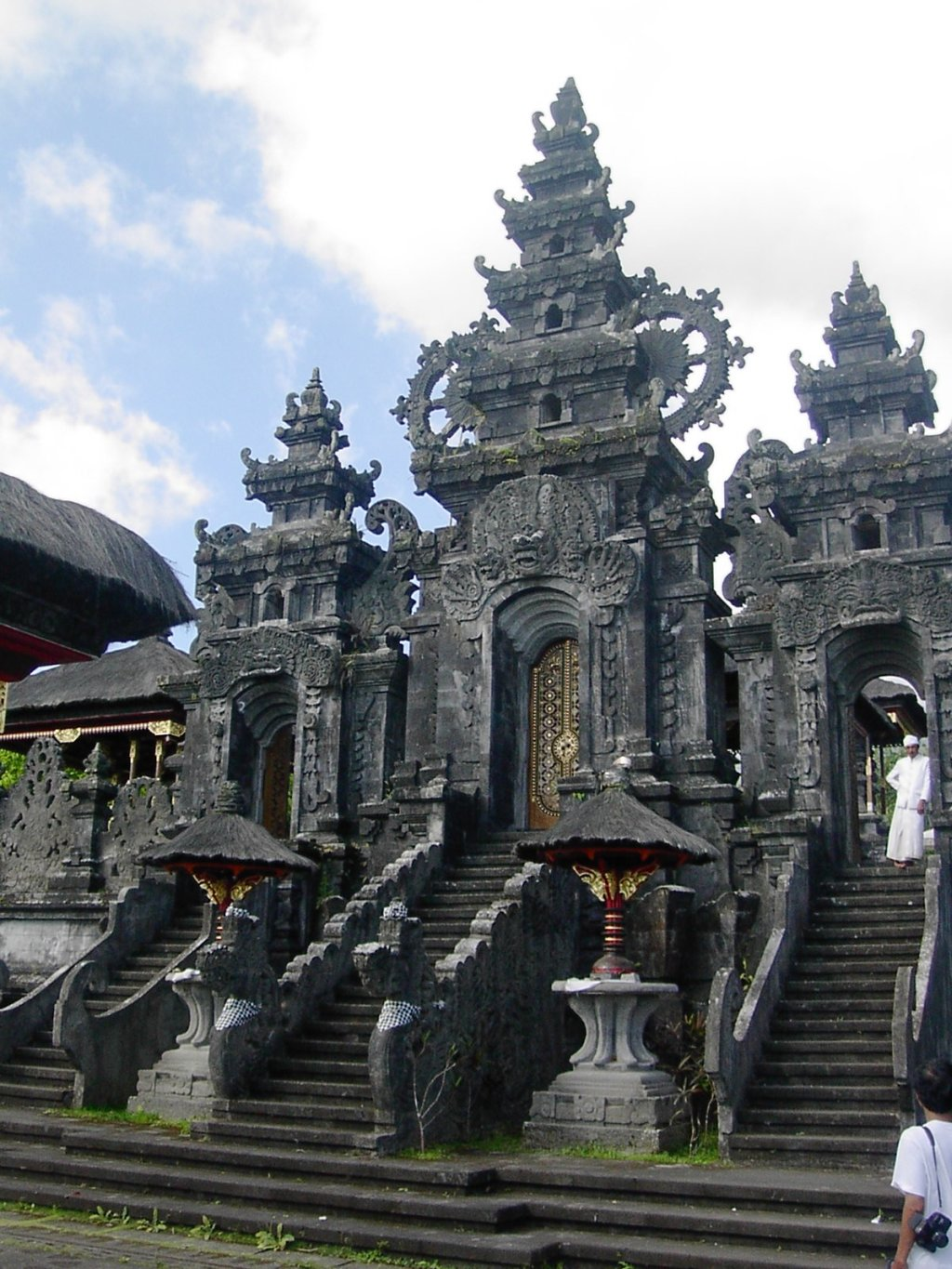
Besakih, Bali
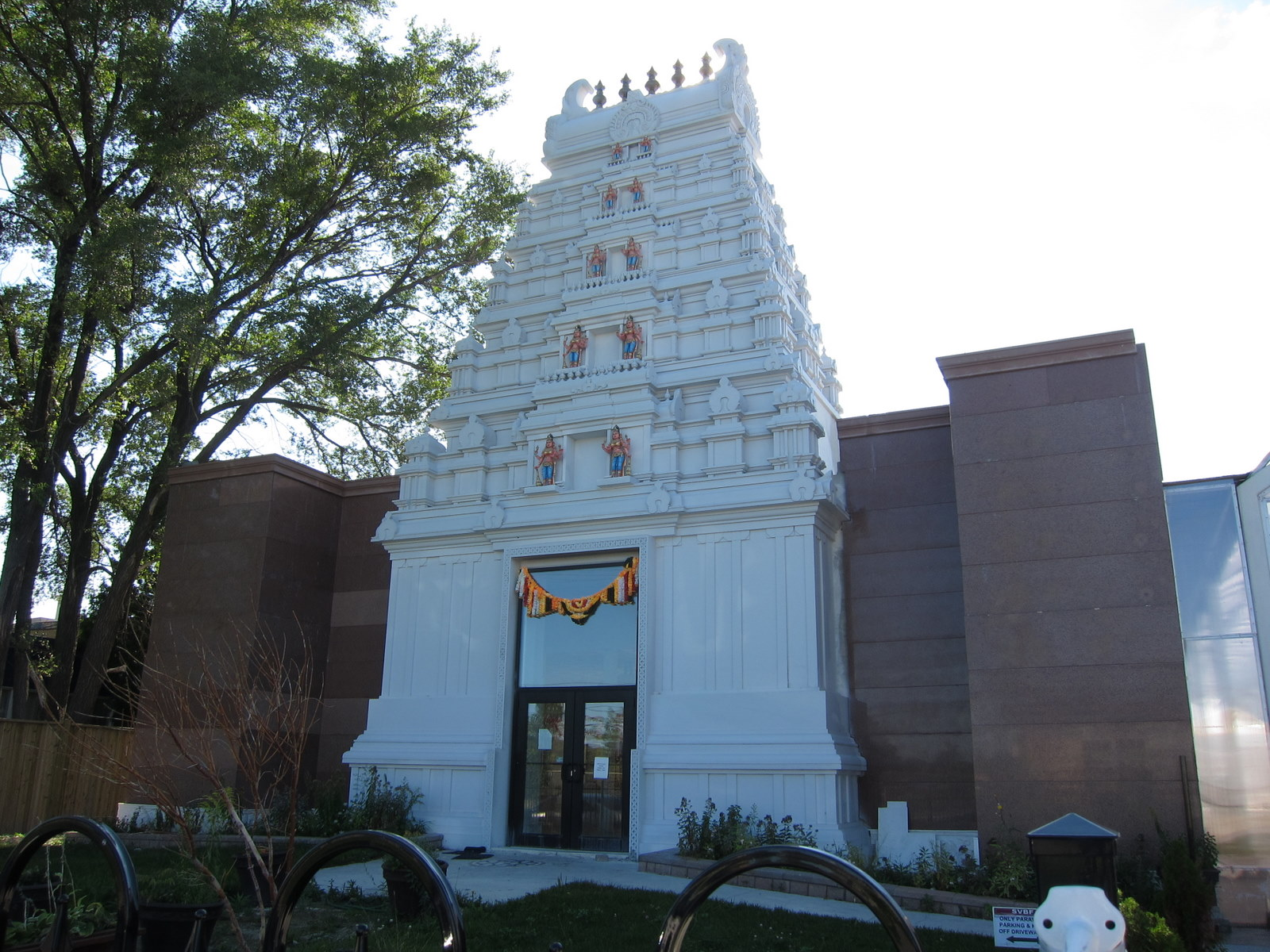
Toronto

## یادداشت
1. ↑  Ching, Francis D.K.;  et al. (2007). A Global History of Architecture. New York: John Wiley and Sons. p. 762. ISBN 0-471-26892-5.
2. ↑  Ching, Francis D.K. (1995). A Visual Dictionary of Architecture. New York: John Wiley and Sons. p. 253. ISBN 0-471-28451-3.
3. 1 2  Mitchell, George (1988). The Hindu Temple. Chicago: University of Chicago Press. pp. 151–153. ISBN 0-226-53230-5.